# Friedrich von Wieser
Friedrich von Wieser (10. července, 1851 Vídeň – 22. července, 1926 Vídeň) byl ekonom a raný představitel rakouské školy.
Narodil se ve Vídni jako syn vysokého úředníka na Ministerstvu války. Studoval sociologii a právo. Byl švagrem dalšího prominentního představitele rakouské školy Eugena von Böhm-Bawerka. Wieser zastával posty na universitách ve Vídni a v Praze než nahradil zakladatele rakouské školy Carla Mengera ve Vídni v roce 1903, kde spolu s Böhm-Bawerkem formovali další generaci stoupenců rakouské školy, mezi ně na přelomu 19. a 20. století patřili Ludwig von Mises, Friedrich August von Hayek a Joseph Schumpeter. Stal se rakouským ministrem financí v roce 1917.[zdroj?]
Wieser se stal proslulý díky jeho dvěma hlavním dílům, Natural Value (1889), kde pečlivě popsal náklady obětované příležitosti a teorii imputace, a Social Economics (1914), kde se pokusil toto aplikovat v reálném světě.
Ekonomická diskuse o kalkulaci začala s jeho názorem o rozhodujícím vlivu přesné kalkulace na ekonomickou efektivitu. Na rozdíl od pozdějších ekonomů rakouské školy, Ludwiga von Misese a Friedricha Augusta von Hayeka, stejně jako jejich pokračovatelů, považoval kalkulaci bez cenového systému za možnou. Proto se de facto stavěl na stranu socialismu. Z tohoto důvodu není příliš v oblibě ekonomů současné rakouské školy.
Rovněž zdůrazňoval důležitost podnikatelů k ekonomické změně, kterou viděl jako vyvolanou “heroickým úsilím jedinců, kteří se objeví jako vůdci k novým ekonomickým břehům”. Na tuto ideu vůdcovství bylo později navázáno Josephem Schumpeterem v jeho pojednání o ekonomické inovaci.
Na rozdíl od většiny ekonomů rakouské školy odmítal klasický liberalismus, protože „svoboda musí být nahrazena systémem řádu“.[zdroj?]